# نيكي جونز (لاعب كرة قدم)
نيكي جونز (بالإنجليزية: Nicky Johns)‏ هو لاعب كرة قدم بريطاني في مركز حراسة المرمى، ولد في 8 يونيو 1957 في برستل في المملكة المتحدة. لعب مع تامبا باي راوديز وتشارلتون أثلتيك وشيفيلد يونايتد وكوينز بارك رينجرز ونادي ميلوول.